# Петер Александер фон ле Форт
Барон Петер Александер Герман Ріхард Макс фон ле Форт (нім. Peter Alexander Hermann Richard Max Baron von le Fort; 28 липня 1899, Шверін — 2 травня 1969, Гарміш-Партенкірхен) — німецький офіцер і спортивний функціонер, оберст вермахту. Кавалер Німецького хреста в золоті.

## Біографія
Представник давнього знатного протестантського роду. Син оберста Прусської армії Штефана фон ле Форта, молодший брат відомої письменниці Гертруди фон ле Форт. В кінці Першої світової війни вступив в Прусську армію. Учасник Каппського заколоту. 17 березня 1920 року разом з бійцями фрайкору під командуванням його двоюрідного брата ротмістра Штефана фон ле Форта взяв участь в облозі міста Варен. Наступного дня Петер і Штефан обстріляли місто з гармати і трьох кулеметів, 5 осіб загинули і ще 11 отримали поранення. Після придушення заколоту брати втекли до Мюнхена та Австрії, а їхнє сімейне майно конфіскував уряд Мекленбург-Стреліцу. В 1923 році переїхав до Гарміш-Партенкірхена, де його ніхто не знав, і влаштувався працювати журналістом. У вересні того ж року взяв участь у відкриття пам'ятної дошки Альберту Лео Шлагетеру. Окрім цього, ле Форт став спортивним менеджером лижного клубу Гарміша.
В 1936 році він був призначений генеральним секретарем Організаційного комітету зимових Олімпійських ігор, а також очолив комітет спеціалістів з ковзанів і хокею. У лютому 1937 року як керівник імперського лижного управління взяв участь у заході, який організував імперський намісник Саксонії Мартін Мучманн з нагоди відкриття чемпіонату Німеччини з лижного спорту.
Учасник Другої світової війни, командував різними артилерійськими частинами. Після війни взятий у полон радянськими військами. Його утримували в спецтаборі НКВС №2 «Бухенвальд». В 1950 року звільнений разом із Карлом Ріттером фон Гальтом, оскільки їхнє звільнення було однією з умов для прийняття СРСР у МОК.

## Нагороди
- Почесний хрест ветерана війни з мечами
- Німецький Олімпійський знак 2-го класу
- Залізний хрест 2-го і 1-го класу
- Німецький хрест в золоті (13 грудня 1942) — як майор резерву і командир 2-го дивізіону 79-го гірського артилерійського полку 1-ї гірської дивізії.
- Сертифікат пошани (№3 858; 7 вересня 1944) — як оберст і командир 236-го артилерійського полку 162-ї (тюркської) піхотної дивізії.